# Paus Johannes XI
Johannes XI (Rome, ca. 910 - aldaar, december 935) was paus van 931 tot 935. Johannes was de zoon van Marozia en Alberik I van Spoleto, prins en sterke man van Rome, maar volgens sommigen was paus Sergius III zijn vader. Marozia was de dochter van de pausmaker Theophylactus.
Johannes stond privileges toe aan het klooster van Cluny en aan de kloosters van de hervormingsbeweging van Cluny.
Johannes stond als paus sterk onder de invloed van zijn moeder Marozia, die later hertrouwde met haar zwager, koning Hugo van Arles. De halfbroer van de paus, Alberik II, zette daarop zijn moeder gevangen. De paus moest aanvaarden alleen nog macht te hebben in geestelijke zaken, maar onder invloed van Alberik II moest hij het pallium afstaan aan Theophylactus, de patriarch van Constantinopel, en aan Artold, de aartsbisschop van Reims (933).
Cursief: tegenpaus